# Acrocoro Etiopico

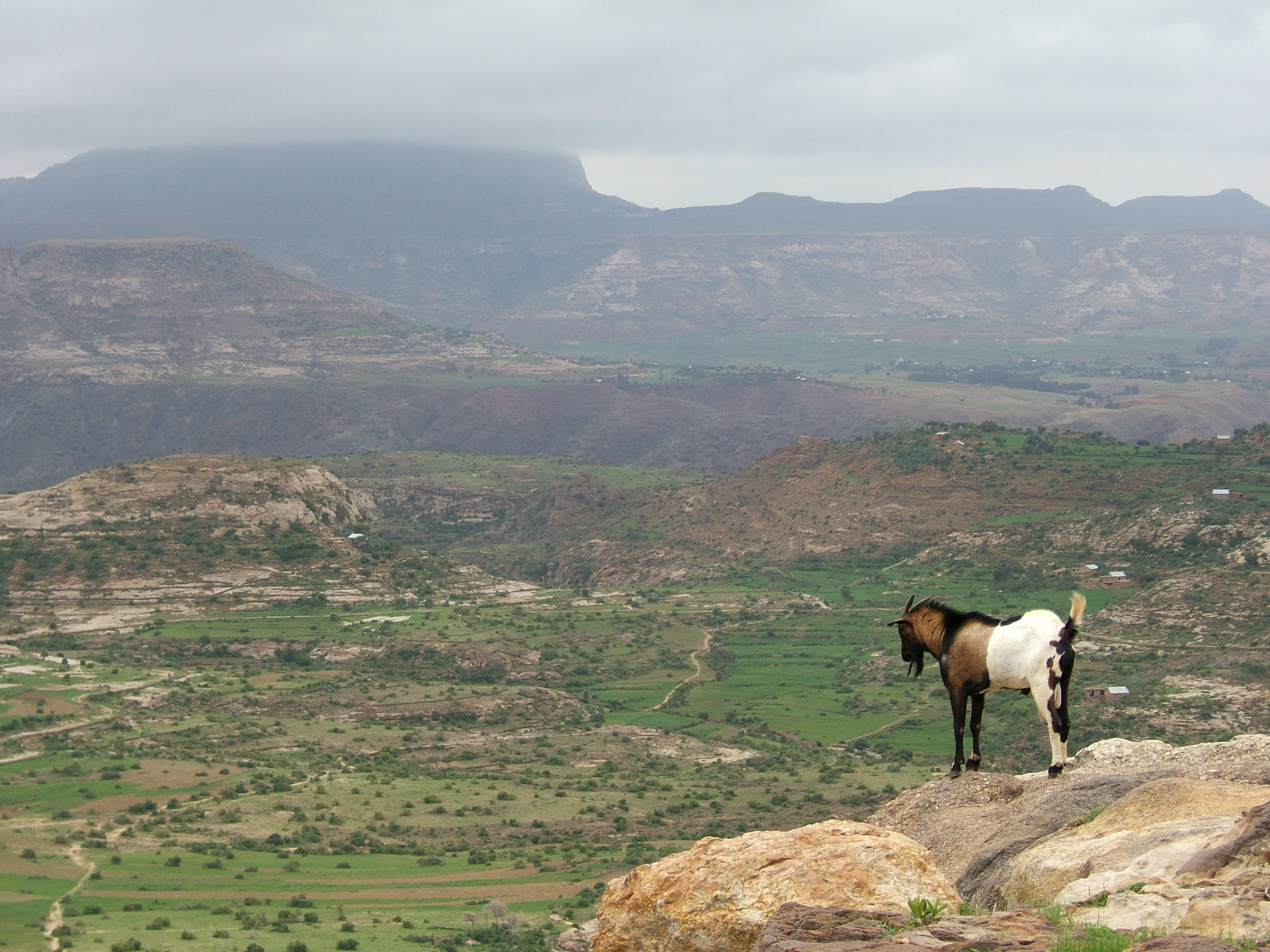
Un paesaggio dell'Acrocoro Etiopico, dentro Aksum

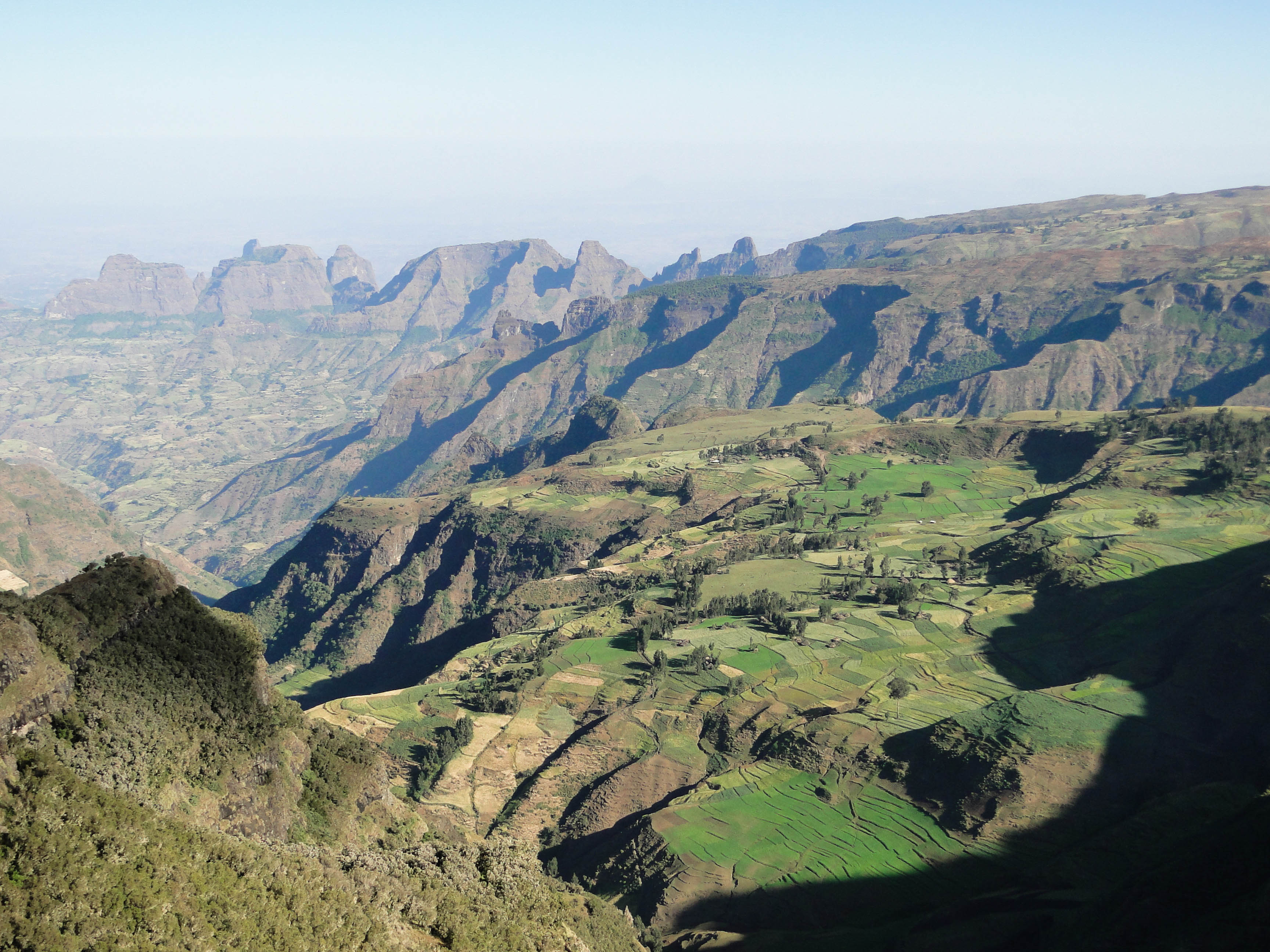
Panorama dei monti Semien

L'Acrocoro Etiopico è un insieme di montagne in Etiopia, Eritrea (i cui rilievi sono spesso indicati come Acrocoro Eritreo), e Somalia del Nord (Somaliland) nell'Africa nord-orientale. L'Acrocoro Etiopico, le cui cime sono alte dai 1500 m ai 4550 metri, è spesso chiamato "Tetto d'Africa" per l'ampia e alta area che occupa.
L'Acrocoro è diviso nella porzione nord-occidentale e in quella sud-orientale dalla Grande Rift Valley, che contiene numerosi laghi salati, come il Turkana. 
La porzione nord-occidentale, che contiene le regioni di Tigrè e Amhara, include i monti Semien, in parte dichiarati area naturale protetta. Il monte più alto, il Ras Dascian (4549 m), è il più alto d'Etiopia e il quarto d'Africa e la 23ª montagna più prominente al mondo. Il lago Tana, da cui origina il Nilo azzurro, si trova nella porzione nord-occidentale vicino alla città di Bahir Dar.
Le vette più alte della porzione sud-orientale si trovano nella regione di Oromia in Etiopia. I Monti Bale, in cui si trovano i picchi più elevati, sono anch'essi parco nazionale e sono alti quasi quanto i Semien. Le vette più elevate sono Tullu Demtu (4.337 m s.l.m., uno dei primi dieci monti d'Etiopia per altezza) e il monte Batu (4.307 m s.l.m.).